# Carlo Acton
Carlo Eduardo Acton (Napoli, 25 agosto 1829 – Portici, 2 febbraio 1909) è stato un pianista e compositore italiano.
È particolarmente ricordato per la sua opera Una cena in convitto e per le sue composizioni di musica sacra, di cui il suo Tantum ergo è la più nota. 
Suo padre, Francis Charles Acton (1796-1865), era il figlio più giovane del generale Joseph Acton, fratello minore di sir John Acton, 6° baronetto. Sua madre Esther era una figlia del pittore irlandese Robert Fagan.